# 코야마 아키코

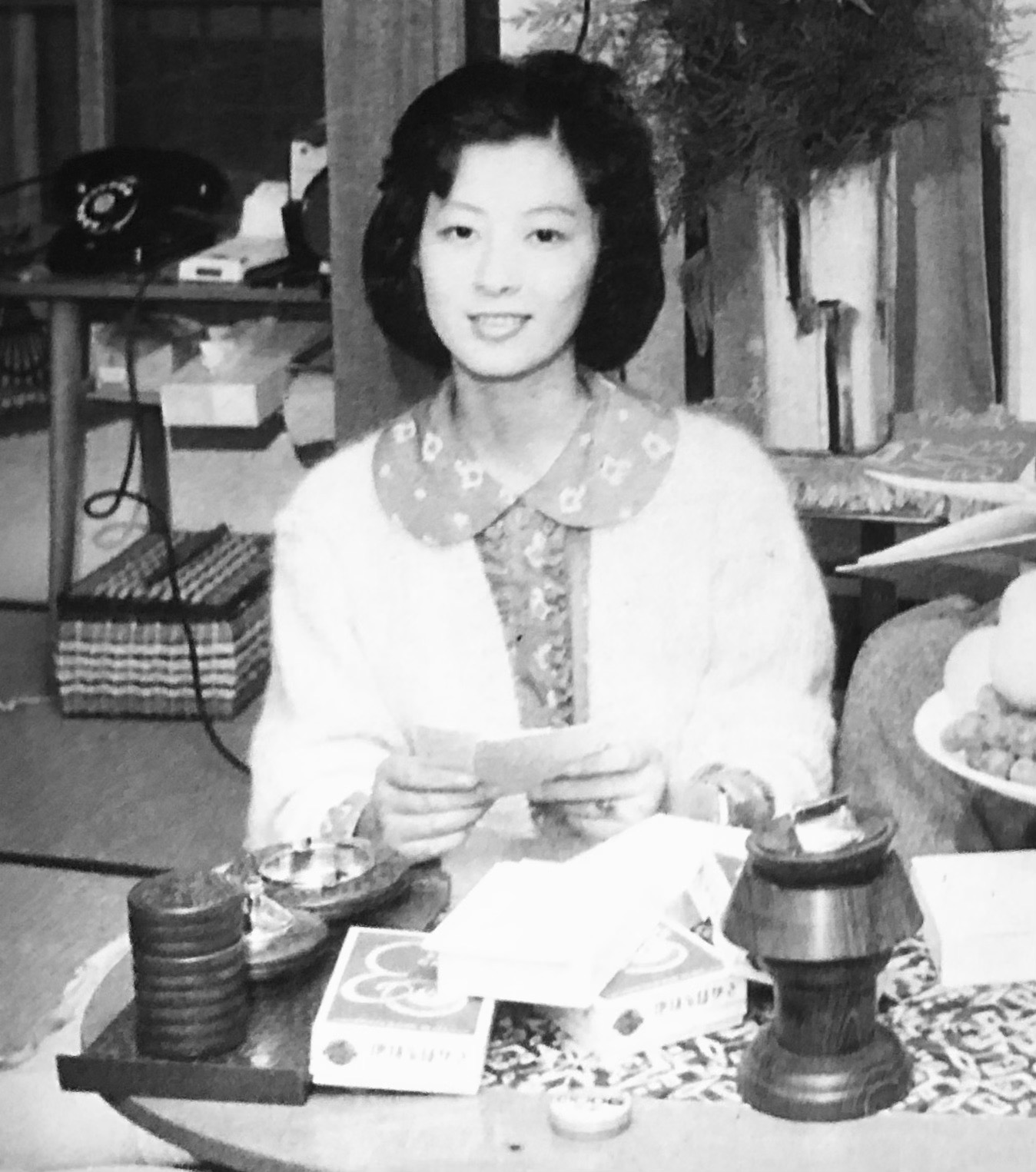

코야마 아키코(Akiko Koyama, 1935년 1월 27일 ~ )는 일본의 배우이다.
지바현에서 태어났다.

## 영화
- 더 인터미션 (2013년)
- 더 씨 오브 스파르타 (1983년)
- 열정의 제국 (1978년)
- 감각의 제국 (1976년)
- 그 여름날의 누이 (1972년)
- 소년 (1969년) - 아버지 역
- 교사형 (1968년)
- 일본춘가고 (1967년)
- 백주의 살인마 (1966년)